# 1649
1649 (MDCXLIX) var ett normalår som började en fredag i den gregorianska kalendern och ett normalår som började en måndag i den julianska kalendern.

## Händelser

### Januari
- 30 januari – När kung Karl I avrättas under det engelska inbördeskriget kommer England och Irland stå utan regent i fyra år, innan Oliver Cromwell 1653 utropar sig till lordprotektor över det engelska samväldet. Rojalisterna erkänner dock hans son Karl II som kung, men det är bara i Skottland denne lyckas göra anspråken gällande. Han förblir därmed kung av Skottland i två år, innan han 1651 av Cromwells trupper tvingas abdikera och gå i exil.

### Mars
- 10 mars – Drottning Kristina lyckas få sin kusin Karl Gustav utnämnd till svensk tronföljare, trots ständernas motstånd. Adeln vill inte ha honom som tronföljare och de övriga ständerna ser hellre ett äktenskap mellan honom och drottning Kristina. Kristina sätter punkt för diskussionen, genom att säga nej till äktenskap. Karl Gustav blir alltså tronföljare, men får inte arvsrätt till tronen för sin avkomma.

### Augusti
- 28 augusti – Fartyget Kattan, som är på väg med förnödenheter till kolonin Nya Sverige, förliser vid Puerto Rico.

### September
- September
  - Den franske filosofen René Descartes (i Sverige känd som Cartesius) anländer till Stockholm.
  - Karl Gustav (senare Karl X Gustav) och Carl Gustaf Wrangel ordnar en tvådagars bankett i Nürnberg för att fira den Westfaliska freden.[1]

### December
- December – En svensk expedition under ledning av Henrik Carloff avseglar till Guldkusten (i nuvarande Ghana) och får rätt att bedriva handel vid Cabo Corso.

### Okänt datum
- En ny svensk skolordning antas. Utbildningsväsendet delas in i tre stadier: trivialskolor, gymnasier och akademier.[2]
- En svensk gästgivare- och skjutsordning ("Krogare- och Gästgifware Ordningh") antas. Friskjutsen (borgares och bönders skyldighet att hålla hästar för resande) avskaffas och fasta gästgiverier (med hästhållning) införs i Sverige. Längden för en svensk mil bestäms (cirka 10.689 meter) och det stadgas att milstolpar skall sättas upp utmed de svenska vägarna.
- Den första heltäckande finska språkläran utarbetas av Kungliga Akademiens rektor, Eskil Petræus.
- Per Brahe d.y. grundlägger Brahestad i norra Österbotten, Kristinestad i södra Österbotten, Kristina i södra Savolax och Villmanstrand i Karelen.
- Det svenska Afrikanska kompaniet, som skall handla med slavar, guld och elfenben i Västafrika, bildas på initiativ av Louis De Geer.
- Sverige drabbas av missväxt.
- Det kurdiska furstendömet Baban grundas.

## Födda
- 2 februari – Benedictus XIII, född Pietro Francesco Orsini, påve 1724–1730.
- 23 juli – Clemens XI, född Giovanni Francesco Albani, påve 1700–1721.
- Marie Anne Mancini, italiensk kulturpersonlighet
- Esther Liebmann, tysk bankir.

## Avlidna
- 30 januari – Karl I, kung av England, Skottland och Irland sedan 1625 (avrättad).
- 30 juni – Simon Vouet, fransk målare.
- 7 augusti – Maria Leopoldina av Österrike-Tyrolen, tysk-romersk kejsarinna.

### Fotnoter
1. ↑  Ericson Wolke, Lars (2006). Trettioåriga kriget: Europa i brand 1618-1648. Historiska media. sid. 361-367. ISBN 978-91-85377-37-4. Läst 25 november 2024
2. ↑  ”Skolans historia, Sverige   (UTF-8)”. Arkiverad från originalet den 24 maj 2012. https://archive.is/20120524193041/http://www.algonet.se/~hogman/skolhistoria.htm.